# ファロール
ファロール、あるいはファロル（英: Pharol）はC・L・ムーアのSF小説に登場する架空の神性。今日ではクトゥルフ神話と呼ばれる創作群において言及され、あるいは登場する旧支配者の一柱。呼称は「暗黒のファロール（ブラック・ファロール）」。
C・L・ムーアのデビュー作であるノースウェスト・スミスシリーズ第一作『シャンブロウ』において、一部の迷信深い金星人達の原始的な信仰対象として言及し、その後もしばしば金星人たちの言葉に登場する。シリーズ第4作『神々の遺灰』においては、太陽系がまだ若かったころ、後に崩壊してアステロイドとなる惑星に配下の二神と共に三柱の神々として君臨していたことが判明している。
後に、ムーアの夫ヘンリー・カットナーが1929年の作品『ヒュドラ』の作中でファロールに言及する。後にクトゥルフ神話が体系化された際に、ファロールも邪神として取り込まれている。

## 眷属
太古、ファロールを頂点として太陽系に君臨していた三神のうち配下となる二神。名前さえも忘れられ、性質および姿はまったく不明。
- セーグ (Saig)
- ルサ (Lsa)

## 作品
登場作品
- C・L・ムーア『神々の遺灰』（「シャンブロウ」論創社）収録
- リン・カーター『シャッガイ』（「エイボンの書」新紀元社）収録

言及作品
- C・L・ムーア『シャンブロウ』他（「シャンブロウ」論創社）収録
- ヘンリー・カットナー『ヒュドラ』（「クトゥルー9」青心社）収録
- リチャード・L・ティアニー『ファロールの召喚』（「エイボンの書」新紀元社）収録